# Лубенська міська рада
Лу́бенська міська́ ра́да — орган місцевого самоврядування в Полтавській області. Адміністративний центр — місто обласного значення Лубни.

## Загальні відомості
- Територія ради: 25 км²
- Населення ради: 52 218 осіб (станом на 2001 рік)
- Територією ради протікає річка Сула.

## Населені пункти
Міській раді підпорядковані населені пункти:
- м. Лубни

## Населення
Розподіл населення за віком та статтю (2001)
| Стать | Всього | До 15 років | 15-24 | 25-44 | 45-64 | 65-85 | Понад 85 |
| --- | ------ | ----------- | ----- | ----- | ----- | ----- | -------- |
| Чоловіки | 23 632 | 3979        | 3516  | 7077  | 6654  | 2313  | 93       |
| Жінки | 28 586 | 3816        | 3808  | 7957  | 8309  | 4333  | 363      |
| \| Статево-вікова піраміда \| Статево-вікова піраміда \| Статево-вікова піраміда \| \| ----------------------- \| ----------------------- \| ----------------------- \| \| Чоловіки \| Вік \| Жінки \| \| 93 \| 85 + \| 363 \| \| 190 \| 80-84 \| 556 \| \| 515 \| 75-79 \| 1262 \| \| 761 \| 70-74 \| 1312 \| \| 847 \| 65-69 \| 1203 \| \| 1667 \| 60-64 \| 2243 \| \| 1154 \| 55-59 \| 1367 \| \| 1983 \| 50-54 \| 2399 \| \| 1850 \| 45-49 \| 2300 \| \| 1921 \| 40-44 \| 2205 \| \| 1700 \| 35-39 \| 1991 \| \| 1679 \| 30-34 \| 1857 \| \| 1777 \| 25-29 \| 1904 \| \| 1558 \| 20-24 \| 1702 \| \| 1958 \| 15-20 \| 2106 \| \| 1762 \| 10-14 \| 1657 \| \| 1282 \| 5-9 \| 1294 \| \| 935 \| 0-4 \| 865 \| |        |             |       |       |       |       |          |
| Статево-вікова піраміда |        |             |       |       |       |       |          |
| Чоловіки | Вік    | Жінки       |       |       |       |       |          |
| 93 | 85 +   | 363         |       |       |       |       |          |
| 190 | 80-84  | 556         |       |       |       |       |          |
| 515 | 75-79  | 1262        |       |       |       |       |          |
| 761 | 70-74  | 1312        |       |       |       |       |          |
| 847 | 65-69  | 1203        |       |       |       |       |          |
| 1667 | 60-64  | 2243        |       |       |       |       |          |
| 1154 | 55-59  | 1367        |       |       |       |       |          |
| 1983 | 50-54  | 2399        |       |       |       |       |          |
| 1850 | 45-49  | 2300        |       |       |       |       |          |
| 1921 | 40-44  | 2205        |       |       |       |       |          |
| 1700 | 35-39  | 1991        |       |       |       |       |          |
| 1679 | 30-34  | 1857        |       |       |       |       |          |
| 1777 | 25-29  | 1904        |       |       |       |       |          |
| 1558 | 20-24  | 1702        |       |       |       |       |          |
| 1958 | 15-20  | 2106        |       |       |       |       |          |
| 1762 | 10-14  | 1657        |       |       |       |       |          |
| 1282 | 5-9    | 1294        |       |       |       |       |          |
| 935 | 0-4    | 865         |       |       |       |       |          |

## Склад ради
Рада складається з 34 депутатів та голови.
- Голова ради: Грицаєнко Олександр Петрович
- Секретар ради: Карпець Олександр Васильович

### Керівний склад попередніх скликань
| ПІБ                     | Основні відомості                                  | Дата обрання | Дата звільнення |
| ----------------------- | -------------------------------------------------- | ------------ | --------------- |
| Коряк Василь Васильович | Міський голова, 1952 року народження, безпартійний | 26.03.2006   | 31.10.2010      |

Примітка: таблиця складена за даними джерела

## Депутати діючого скликання:[Архівовано16 січня 2017 уWayback Machine.]
| № п/п | Прізвище, ім'я, по батькові     | Де і ким працює | Від якої партії висунутий                                 |
| 1     | Акулов Артур Павлович           | Фізична особа-підприємець                                                                                               | Партія простих людей Сергія Капліна                       |
| 2     | Алєксєєв Євгеній Валерійович    | Приватний підприємець                                                                                                   | Партія простих людей Сергія Капліна                       |
| 3     | Алєксєєва Тетяна Іванівна       | Комунальне видавництво «Лубни», директор                                                                                | Партія «Відродження»                                      |
| 4     | Біляєв Микола Вікторович        | Тимчасово не працює | Політична партія Всеукраїнське обʼєднання"Свобода"        |
| 5     | Больбот Валерій Григорович      | ТОВ «Лубни-Рада», директор                                                                                              | Політична партія Всеукраїнське обʼєднання"Свобода"        |
| 6     | Вʼюницька ЛюбовФедорівна        | Тимчасово не працює | Політична партія «Українське обʼєднання патріотів– УКРОП» |
| 7     | Глущенко Людмила Анатоліївна    | Дослідна станція лікарських рослин УААН, заступник директора з наукової роботи                                          | Політична партія "Обʼєднання"САМОПОМІЧ"                   |
| 8     | Гринь Ірина Миколаївна          | Лубенська ЗШ І-ІІІ ступенів № 7, Директор                                                                               | Партія "Блок Петра Порошенка «Солідарність»               |
| 9     | Даценко Михайло Михайлович      | Пенсіонер | Політична партія Всеукраїнське обʼєднання «Свобода»       |
| 10    | Денисенко Юрій Борисович        | Лубенський професійний ліцей, заступник директора з навчально-виробничої роботи                                         | Політична партія Всеукраїнське обʼєднання"Батьківщина"    |
| 11    | Жук Ніна Степанівна             | Комунальне підприємство фірма «Конвалія», директор                                                                      | Політична партія «Рідне місто»                            |
| 12    | Зот Євген Олександрович         | Головний спеціаліст відділу державного архітектурно- будівельного контролю виконавчого комітету Лубенської міської ради | Радикальна партія Олега Ляшка                             |
| 13    | Карпець Іван Іванович           | Тимчасово не працює | Політична партія «Опозиційний блок»                       |
| 14    | Карпець Олександр Васильович    | Секретар міської ради                                                                                                   | Політична партія "Обʼєднання"САМОПОМІЧ"                   |
| 15    | Кісіль Алла Іванівна            | Тимчасово не працює | Партія простих людей Сергія Капліна                       |
| 16    | Клюшник Олександр Вікторович    | Фізична особа-підприємець                                                                                               | Політична партія "Обʼєднання"САМОПОМІЧ"                   |
| 17    | Коровіцин Олег Олексійович      | ПАТ «МОРОР –СІЧ», охоронець                                                                                             | Радикальна партія Олега Ляшка                             |
| 18    | Косолап Алла Андріївна          | КП «Лубни-водоканал», начальник відділу збуту                                                                           | Політична партія «Опозиційний блок»                       |
| 19    | Муха Максим Васильович          | ДП «Укравтогаз» РВУ «Київавтогаз», машиніст компресорних установок                                                      | Політична партія "Обʼєднання"САМОПОМІЧ"                   |
| 20    | Набок Іван Сергійович           | Лубенський «Агросад», директор                                                                                          | Партія "Блок Петра Порошенка «Солідарність»               |
| 21    | Обмок Інна Федорівна            | Лубенський міськрайонний центр зайнятості, юрисконсульт                                                                 | Політична партія «Українське обʼєднання патріотів– УКРОП» |
| 22    | Омельяненко Наталія Іванівна    | КП «Ритуалсервіс», заступник директора                                                                                  | Політична партія Всеукраїнське обʼєднання «Батьківщина»   |
| 23    | Панченко Віктор Петрович        | Приватний підприємець                                                                                                   | Партія "Блок Петра Порошенка «Солідарність»               |
| 24    | Романенко Тамара Олексіївна     | Фінансове управління виконавчого комітету Лубенської міської ради, начальник                                            | Політична партія «Опозиційний блок»                       |
| 25    | Руденко Людмила Сергіївна       | Приватний підприємець                                                                                                   | Радикальна партія Олега Ляшка                             |
| 26    | Сендзюк Роман Васильович        | Лубенський лісотехнічний коледж, директор                                                                               | Партія "Блок Петра Порошенка «Солідарність»               |
| 27    | Скуратовська Катерина Дмитрівна | Виконавчий комітет Лубенської міської ради, спеціаліст підрозділу по роботі з органами самоорганізації населення        | Партія «Відродження»                                      |
| 28    | Супрун Сергій Леонідович        | Лубенський місцевий центр з надання безкоштовної правової допомоги, начальник відділу попередньої роботи з клієнтами    | Радикальна партія Олега Ляшка                             |
| 29    | Сухонос Наталія Василівна       | Територіальний центр соціального обслуговування (надання соціальних послуг) Лубенської міської ради, директор           | Партія «Відродження»                                      |
| 30    | Тараненко Дмитро Сергійович     | Приватний підприємець                                                                                                   | Партія "Блок Петра Порошенка «Солідарність»               |
| 31    | Хорошковатий Андрій Сергійович  | Полтавський обласний центр ЕМД та МК, станція № 3, лікар                                                                | Політична партія «Рідне місто»                            |
| 32    | Чеверда Юрій Григорович         | Приватний підприємець                                                                                                   | Політична партія "Всеукраїнське об'єднання «Батьківщина»  |
| 33    | Черниш Валерій Анатолійович     | Приватний підприємець                                                                                                   | Партія простих людей Сергія Капліна                       |
| 34    | Шкляр Олексій Олексійович       | КП «Чисте місто», директор                                                                                              | Політична партія "Опозиційний блок                        |

## За територіальними виборчими округами:[Архівовано16 січня 2017 уWayback Machine.]
| Номер виборчого округу | Вулиці | Депутат            |
| 1.                     | вул. Гавсевича Петра, вул. Зайкевича, вул. Козакова Михайла, вул. Коренецького Михайла, вул. Миронченка Петра, вул. Нестора Малія, вул. Петра Артеменка, вул. Південна, вул. Симоненка Василя, вул. Скаржинської Катерини, вул. Тернівська, пров.1 Тернівської, пров.2 Тернівської, пров.3 Тернівської, пров.4 Тернівської, тупик Тернівської | Сендзюк Р. В.      |
| 2.                     | вул. Березова, вул. Драгоманова Михайла: 30, 36/2, 38/1, 40/2, 42/1, 44, 46, 48, 50–193; вул. Лубенської Республіки, вул. Малика Володимира, вул. Молодіжна, вул. Степова, вул.18 Вересня, пров. Молодіжної, пров.1 Молодіжної, пров.1 Степової, пров.2 Степової | Омельяненко Н. І.  |
| 3.                     | вул. Авіаторська, вул. Василя Барки, вул. Гайдая Борі, вул. Глінки Михайла, вул. Олексія Кольцова, вул. Олеся Донченка, вул. Паркова, вул. Суворова Олександра, вул. Ушакова Федора, вул. Чайковського Петра, вул. Яблунева | Романенко Т. О.    |
| 4.                     | вул. Горького Максима, вул. Дмитра Сірика, вул. Коцюбинського Михайла, вул. Лісна, вул. Льва Толстого, вул. Панаса Мирного, вул. П'ятикопа Михайла, вул. Толі Буценка, пров.1 Льва Толстого, пров.1 П'ятикопа Михайла, пров.2 Льва Толстого, тупик Льва Толстого, тупик П'ятикопа Михайла, тупик 1 Дмитра Сірика, тупик 2 Дмитра Сірика | Косолап А. А.      |
| 5.                     | вул. Анни Керн, вул. Бульварна, вул. Володарського Миколи, вул. Гоголя Миколи, вул. Драгоманова Михайла: 1/7–29, 31–35Б, 37, 39, 41, 43, 45, 47, 49; вул. Комарова Володимира, вул. Короленка Володимира: 67, 71, 73–79/1, 82–178; вул. Котляревського Івана, вул. Лесі Українки, вул. Мічуріна Івана, вул. Ольги Кобилянської, вул. Северина Наливайка, вул. Уляни Громової, пров.1 Короленка Володимира, пров.2 Короленка Володимира, пров.3 Короленка Володимира, тупик 1 Авіаторської, тупик 2 Авіаторської | Карпець І. І.      |
| 6.                     | вул. Виноградна, вул. Генерала Ляскіна, вул. Депутатська, вул. Зелена, вул. Інститутська, вул. Курченко Надії, вул. Надії Крупської, вул. Пушкіна Олександра, вул. Ярослава Мудрого: 1–18, 22; пл. Кузіна, пров. Генерала Ляскіна, пров. Інститутської, тупик Надії Крупської | Сухонос Н. В.      |
| 7.                     | вул. Достоєвського Федора: 3–15, 17; вул. Олега Кошового, вул. Старо-Троїцька, вул. Ярослава Мудрого: 19/2, 28; пл.майдан Володимирський: 22/2–26/2; тупик 2 Достоєвського Федора | Панченко В. П.     |
| 8.                     | вул. Григора Тютюнника, вул. Радянська: 2–23; вул. Ярослава Мудрого: 42–44; пл.майдан Володимирський: 6–12; | Вʼюницька Л. Ф.    |
| 9.                     | вул. Гетьмана Дорошенка, вул. Івана Франка, вул. Нижній Вал, вул. Рубцова Генерала, вул. Фрунзе Михайла, вул. Халявицького Максима, вул. Хорольський спуск, вул. Шевченка Тараса, вул.1 Верхній Вал, вул.2 Верхній Вал, пл. Слави, пров. Шевченка Тараса, пров.1 Фрунзе Михайла, пров.2 Фрунзе Михайла, тупик Івана Франка, тупик 1 Верхній Вал | Зот Є. О.          |
| 10.                    | вул. Ботанічна, вул. Гірська, вул. Достоєвського Федора: 16, 18–61; вул. Карпилівка, вул. Короленка Володимира: 4–66, 70А, 72, 80/2; вул. Красіна Леоніда, вул. Крута Карпилівка, вул. Кузні, вул. Олійниці, вул. Островського, вул. Пролетарська, пров. Достоєвського Федора, пров. Островського, пров.1 Олійниці, пров.2 Олійниці, тупик 1 Достоєвського Федора, тупик 3 Достоєвського Федора | Руденко Л. С.      |
| 11.                    | вул. Першотравнева, вул. Свободи, вул. Щелканова Сергія, пров.1 Першотравневої, пров.2 Першотравневої, тупик Щелканова Сергія | Клюшник О. В.      |
| 12.                    | вул. Вишневецьких: 7–9; вул. Червоноармійська: 1–1Б, 3–4, 9–9А; пров. Червоноармійської: 9/13, 15; | Шкляр О. О.        |
| 13.                    | вул. Вишневецьких: 1/1–5, 19/1–51А; вул. Грушевського Михайла, вул. Калнишевського Петра, вул. Монастирська: 69–71В, 76; вул. Червоноармійська: 1/1–2А, 7, 10А–35А; вул. Щорса Миколи, пров. Калнишевського Петра, пров. Червоноармійської: 1Б–8, 12–14, 16–33; пров.1 Щорса Миколи, пров.2 Щорса Миколи, тупик Калнишевського Петра | Алєксєєва Т. І.    |
| 14.                    | вул. Героїв Чорнобиля: 6, 8, 12; вул. Монастирська: 1/1–68А, 72–74; | Кісіль А. І.       |
| 15.                    | вул. Гагаріна Юрія, вул. Героїв Чорнобиля: 3–5, 7, 9–11А, 13–29А; вул. Гомона Антона, вул. Лисенка Миколи, вул. Садова: 28/22, 30; пл. Ярмаркова, пров.1 Садової, пров.2 Садової, пров.3 Садової, пров.4 Садової, тупик Садової | Муха М. В.         |
| 16.                    | вул. Радянська: 27/49, 29, 31–35; вул. Ярослава Мудрого: 27/2, 31–40/16, 46–52/25; | Карпець О. В.      |
| 17.                    | вул. Плеханова Григорія, вул. Чкалова Валерія: 16–31; вул.1 Плютенці, вул.2 Плютенці | Денисенко Ю. Б.    |
| 18.                    | вул. Радянська: 26, 28, 30, 37–45/2, 83–85, 89–95; вул. Чкалова Валерія: 1/1–15; | Акулов А. П.       |
| 19.                    | вул. Крилова Івана, вул. Ломоносова Михайла, вул. Людмили Руденко, вул. Некрасова Миколи, вул. Пархоменка Олександра, вул. Радянська: 47–61, 63–65; вул. Урицького Мойсея, вул. Шишкіна Івана, пров. Некрасова Миколи, пров. Пархоменка Олександра, пров.2 Метеорологічної, тупик Людмили Руденко, тупик Некрасова Миколи | Больбот В. Г.      |
| 20.                    | вул. Богдана Хмельницького, вул. Кононівська, пров.1 Кононівської, пров.2 Кононівської, пров.3 Кононівської, пров.4 Кононівської, пров.5 Кононівської, пров.6 Кононівської, пров.7 Кононівської, пров.8 Кононівської, тупик 1 Богдана Хмельницького, тупик 1 Лермонтова Михайла, тупик 2 Богдана Хмельницького, тупик 2 Лермонтова Михайла, тупик 3 Лермонтова Михайла, тупик 4 Лермонтова Михайла, тупик 5 Лермонтова Михайла                                                                                  | Скуратовська К. Д. |
| 21.                    | вул. Григорія Сковороди, вул. Залізнична: 2–69/1; вул. Лермонтова Михайла, вул. Метеорологічна, вул. Піонерська, вул. Польова, вул. Черняховського Генерала, пров.1 Григорія Сковороди, пров.1 Залізничної, пров.1 Метеорологічної, пров.2 Григорія Сковороди, пров.2 Залізничної, пров.3 Григорія Сковороди, пров.4 Григорія Сковороди | Набок І. С.        |
| 22.                    | м. Лубни — вул. Авангардна, вул. Миру, вул. Петра Слинька: 2–83/50, 86, 90, 92–92/2, 94/1, 96, 98, 102—104, 108/2, 110, 112, 114, 116—116А; вул. Рєпіна Іллі, вул. Садова: 1/1–27Б, 29/1, 31–117; вул. Ціолковського Костянтина, вул. Шкільна, пров. Авангардної | Обмок І. Ф.        |
| 23.                    | м. Лубни — вул. Інтернаціональна, вул. Кам'янопотіцька, вул. Північно-Кільцева, вул. Українська, вул. Ярська, вул.8 Березня, пров.1 Кам'янопотіцької, пров.1 Північно-Кільцевої, пров.2 Кам'янопотіцької, пров.2 Північно-Кільцевої, пров.3 Північно-Кільцевої, пров.8 Березня | Даценко М. М.      |
| 24.                    | вул. Ворошилова, вул. Дачна, вул. Дружби, вул. Єсеніна Сергія, вул. Новоселецька, вул. Остапа Вишні, вул. Південно-Кільцева, вул. Чапаєва Василя, пров.1 Новоселецької, пров.2 Новоселецької | Жук Н. С.          |
| 25.                    | вул. Айвазовського Івана, вул. Будівельників, вул. Декабристів, вул. Заводська, вул. Ініціативна, вул. Комунарівська, вул. Курчатова Гната, вул. Нова, вул. Тракторна, вул. Фабрична, пл. Вокзальна, пров. Комунарівської, пров. Тракторної, пров.1 Нової, пров.2 Нової, тупик 1 Комунарівської, тупик 2 Комунарівської | Коровіцин О. О.    |
| 26.                    | вул. Матросова Олександра, вул. Партизанська, вул. Прикордонників, пров. Матросова Олександра | Глущенко Л. А.     |
| 27.                    | вул. Ватутіна Генерала, вул. Перемоги, вул. Чехова Антона, пров.1 Ватутіна Генерала, пров.1 Чехова Антона, пров.2 Ватутіна Генерала, пров.2 Чехова Антона, пров.3 Ватутіна Генерала, пров.3 Чехова Антона, пров.4 Ватутіна Генерала, тупик Ватутіна Генерала | Гринь І. М.        |
| 28.                    | вул. Вільшанська, вул. Петра Слинька: 85, 87–89, 91, 93, 95, 97, 101, 107, 109, 111/47, 113, 115, 118/1–254; вул. Поліни Осипенко, пров.1 Лубенського полку, пров.1 Поліни Осипенко, пров.1 Фабричної, пров.2 Лубенського полку, пров.2 Поліни Осипенко, пров.2 Фабричної, пров.3 Поліни Осипенко, пров.3 Фабричної, пров.4 Поліни Осипенко, пров.4 Фабричної, пров.5 Фабричної, пров.6 Фабричної | Тараненко Д. С.    |
| 29.                    | вул. Радянська: 66/1–78/2, 86–88/2, 97–99, 101, 103—105, 111, 113; | Біляєв М. В.       |
| 30.                    | вул. Комсомольська, вул. Радянська: 100, 102/2, 106—108/2, 112, 114—119, 127—131; пров. Комсомольської | Черниш В. А.       |
| 31.                    | м. Лубни — вул. Автомобільна, вул. Вернадського Академіка, вул. Вишнева, вул. Київська, вул. Круглицька: 30, 32, 34, 36, 38, 42, 44, 46, 48, 50, 52–52А, 54, 56, 58, 60, 64, 66, 68–131; вул. Новаківська, вул. Тупікова Генерала, пров. Вернадського Академіка, пров.1 Київської, пров.2 Київської, тупик 2 Круглицької | Чеверда Ю. Г.      |
| 32.                    | вул. Братів Шеметів, вул. Індустріальна, вул. Кизима Леоніда, вул. Кривоноса Петра, вул. Круглицька: 2–29, 31, 33–33А, 35–35Б, 37, 39–41, 43–43А, 45–45А, 47, 49, 51, 53, 55, 57–57А, 59А, 63–63А, 65, 67; вул. Луценка, вул. Мгарська, вул. Остряніна, вул. Радянська: 168А–255; вул. Яновської Любові, пров.1 Круглицької, пров.2 Круглицької, пров.3 Круглицької, пров.4 Круглицької, тупик Індустріальної, тупик Яновської Любові, тупик 1 Круглицької                                                      | Алєксєєв Є. В.     |
| 33.                    | вул. Деповська, вул. Залізнична: 217—252; вул. Калинова, вул. Колективна, вул. Лугова, вул. Осовська, вул. Робітнича, заїзд Залізничний будинок 175КМ, пров. Робітничої, пров.1 Осовської, пров.2 Осовської, пров.3 Залізничної, пров.3 Осовської, пров.4 Осовської, пров.5 Осовської, тупик Деповської, тупик Робітничої | Хорошковатий А. С. |
| 34.                    | вул. Вані Сацького, вул. Залізнична: 70-213; вул. Заміська, вул. Кооперативна, вул. Маяковського Володимира, вул. Петровського Григорія, вул. Радянська: 122,132-168; пров. Петровського Григорія, пров. 1 Маяковського Володимира, пров. 2 Маяковського Володимира, пров. 2 Петровського Григорія, пров. 3 Маяковського Володимира | Супрун С. Л.       |